# Eurypterna rufiventris
Eurypterna rufiventris là một loài tò vò trong họ Ichneumonidae.